# Tequassimo
Tequassimo, jedno od tri podplemena i selo Choptank Indijanaca koje se nalazilo na južnoj obali rijeke Choptank u Marylandu. Godine 1749. dodijeljen im je rezervat u južnoj obali rijeke, u okrugu Dorchester, ali do 1837. smanjio im se broj na nekoliko pojedinaca miješane indijanske i crnačke krvi.